# Balanites angolensis
Balanites angolensis là một loài thực vật có hoa trong họ Zygophyllaceae. Loài này được (Welw.) Mildbr. & Schltr. miêu tả khoa học đầu tiên năm 1913.